# Christian Death
Christian Death ist eine Death-Rock-Band aus dem Westen der USA.

## Geschichte
Christian Death wurde 1979 in Los Angeles von Roger Allen Painter alias Rozz Williams († 1998) gegründet. Der Bandname war als ironische Anlehnung an Christian Dior gedacht. Die Band löste sich bereits 1981 wieder auf, reformierte sich jedoch im selben Jahr mit den neuen Bandmitgliedern James McGearty, George Belanger und Rikk Agnew. 1984 wurde Valor Kand von Pompeii 99 auf Christian Death aufmerksam, was zur Folge hatte, dass dieser kurz darauf zusammen mit David Glass und Gitane Demone (beide ebenfalls Pompeii 99) bei der Band einstieg.
Wegen bandinterner Streitigkeiten und Problemen mit Williams’ Drogensucht verließ dieser die Band, deren Kopf nun Valor wurde. Valor erwarb die Namensrechte. Die bei Christian Death anfangs präsente düstere Post-Punk-Variante die in Amerika, wie auch einige andere Stile unter dem Namen Death-Rock geläufig war, spielte Christian Death unter Rozz Williams einschließlich bis etwa 1984. Hierbei spielten Christian Death im Gegensatz zu anderen Bands, die ebenfalls dem Death-Rock zugeschrieben wurden, wie z. B. 45 Grave, einen deutlich vom Gothic Rock und Gothic Punk beeinflussten Stil. Später nahmen Christian Death die Anteile des Punk zurück und spielten spätestens ab Ashes und teilweise schon auf Catastrophe Ballet eine Variante des Gothic Rock die auch als Archetyp des American Gothic bezeichnet wurde. Mit der Veröffentlichung von Sex, Drugs and Jesus Christ unter der Leitung von Valor Kand änderte sich der Stil von Christian Death. Die Band nahm verstärkt Elemente des Alternative Metal auf und distanzierte sich zunehmend vom Death-Rock. Zudem änderte sich die nach außen kommunizierte Bedeutung des Namens Christian Death: “For sin and sacrifice we must die a christian death.” Fortan war ein großer Teil der Gemeinde der Christian-Death-Fans in zwei Lager geteilt: Rozz- und Valor-Fans. Rozz Williams veröffentlichte nach einer gewissen Zeit auf dem Cleopatra-Label zahlreiche CDs unter dem Namen Christian Death, allerdings mit dem Zusatz „feat. Rozz Williams“. Dazu zählen Neubearbeitungen alter Christian-Death-Songs wie auf The Iron Mask (1992). Invocations (1993) ist eine Sammlung von Live-Aufnahmen mit teilweise sehr schlechtem Sound aus den Jahren 1981 und 1982, einer Aufnahme von David Bowies Dodo aus dem Jahre 1989, als Rozz Williams schon gar nicht mehr Mitglied bei Christian Death war (es handelt sich also höchstwahrscheinlich um die Aufnahme eines seiner Soloprojekte), sowie in klanglicher Hinsicht annehmbaren Demo-Aufnahmen aus den Jahren 1983 und 1985. Der weitaus größte Teil dieser Alben besteht aus älterem Material oder neu aufgenommenen Versionen älterer Songs. Trotzdem oder gerade deshalb ist das Album Invocations unter alten Christian-Death-Fans recht beliebt, da es den Charme aus den Anfangstagen der Band wiederbelebt, insbesondere den außergewöhnlichen, exaltierten Gesangsstil von Rozz Williams, der teilweise gewollt schief die Texte weniger singt, als vielmehr schreiend herausklagt. Es folgten komplett neue Alben unter dem Signet „Christian Death feat. Rozz Williams“, wie The Path of Sorrows (1993) oder The Rage of Angels (1994). Auf letzterem befand sich mit Panic in Detroit eine Coverversion eines alten David-Bowie-Songs, die später von verschiedenen Künstlern remixed wurde, was wiederum als Compilation unter dem Titel Death in Detroit ebenfalls auf dem Cleopatra-Label veröffentlicht wurde.
Beachtung fand die Band nicht nur wegen ihrer Musik, sondern auch aufgrund der damit verbundenen – provokativen – politischen und anti-religiösen Äußerungen.

## Nachfolge- und Solo-Projekte
Rozz Williams
- Shadow Project
- Premature Ejaculation
- Daucus Karota
- Soloveröffentlichungen unter Rozz Williams

Gitane Demone
- The Crystelles
- Demonix
- Soloveröffentlichungen unter Gitane Demone

Rikk Agnew
- Adolescents
- Soloveröffentlichungen unter Rikk Agnew

## Diskografie
Christian Death mit Rozz Williams
- Only Theatre of Pain (1982)
- Deathwish (1983)
- The Iron Mask (1992, rerecorded 2001)
- Skeleton Kiss (1992, EP[12])
- The Path of Sorrows (1993)
- The Rage of Angels (1994)
- Iconologia (1994)
- Sleepless Nights (1994)
- Dolls Theatre (1994)
- Death in Detroit (1995)
- Best of Christian Death (1999)

Christian Death mit Rozz Williams und Valor Kand
- Catastrophe Ballet (1984)
- Ashes (1985)

Christian Death mit Valor Kand

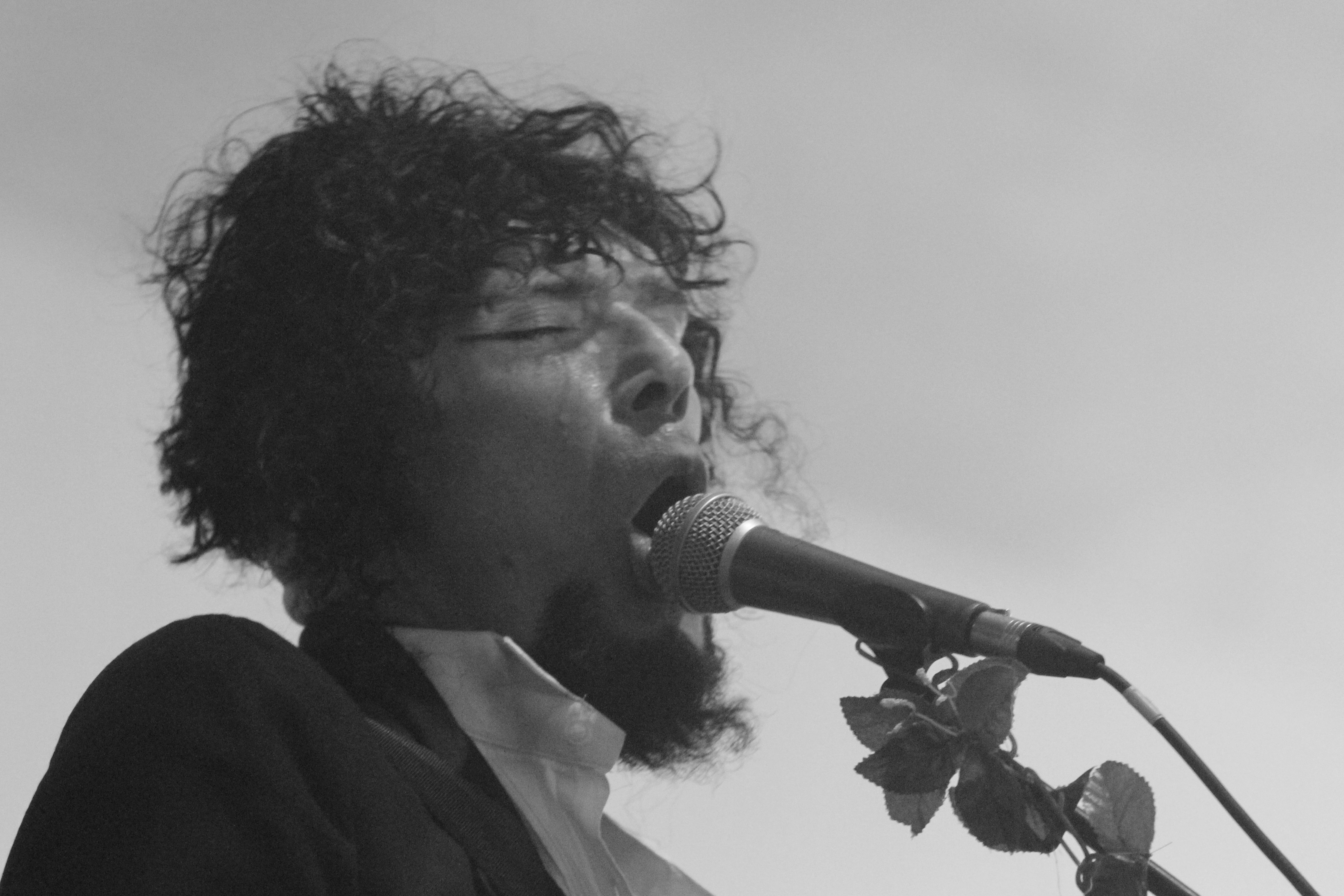
Valor Kand auf dem Wave-Gotik-Treffen 2014

- Believers of the Unpure (1985, EP)
- The Wind Kissed Pictures (1985)
- The Decomposition of Violets (1985)
- Atrocities (1986)
- An Official Anthology of Live Bootlegs (1986)
- The Scriptures (1987)
- Jesus Christ Proudly Presents (1987)
- What’s the Verdict? (1988, EP)
- Church of No Return (1988, EP)
- Sex & Drugs & Jesus Christ (1988)
- Zero Sex (1989, EP)
- The Heretics Alive (1989)
- All the Love, All the Hate – Part 1 + 2 (1989)
- Insanus, Ultio, Proditio, Misericordiaque (1990)
- Jesus Points the Bone at You? (1991)
- Sexy Death God (1994)
- Amen (1995)
- Prophecies (1996)
- Pornographic Messiah (1998)
- The Bible (2000)
- Born Again Anti Christian (2001)
- Lover of Sin (2003)
- American Inquisition (2007)
- The Root of all Evilution (2015)
- Evil Becomes Rule (2022)